# Riconoscimento molecolare

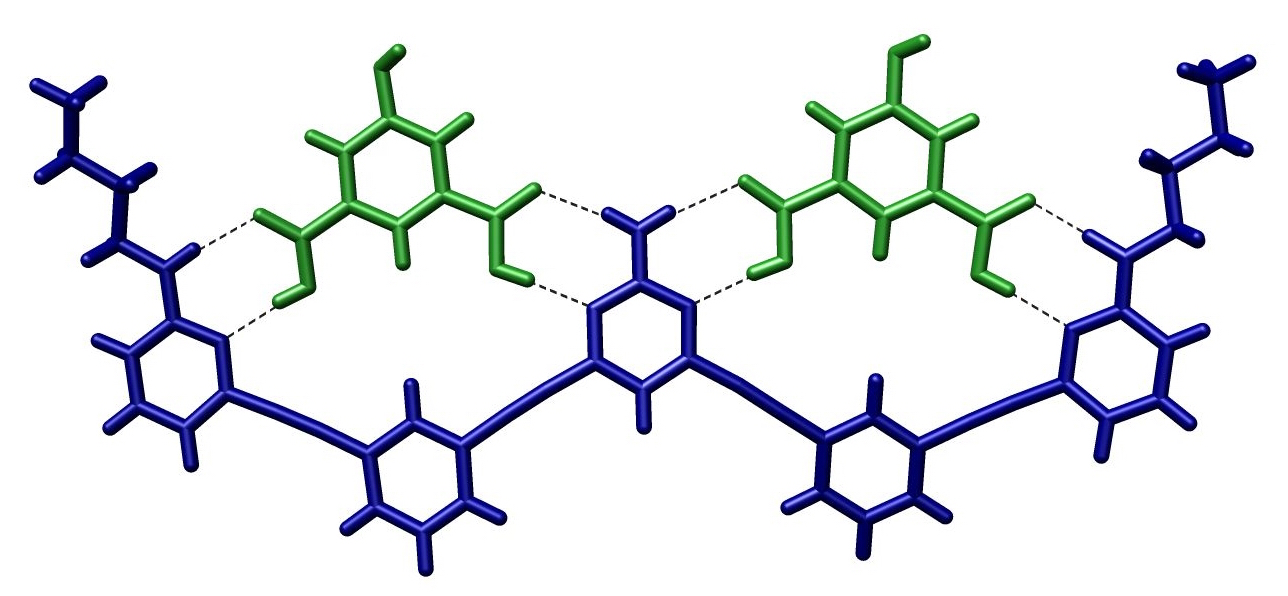
Struttura cristallina di due acidi isoftalici (in verde) legati a una molecola ospitante tramite legami a idrogeno.

Il termine riconoscimento molecolare si riferisce all'interazione specifica tra due o più molecole attraverso legami non covalenti come il legame a idrogeno, quello di coordinazione, forze idrofobiche, forze di van der Waals, interazioni π-π,  legame ad alogeno, e altri effetti elettrostatici o elettromagnetici (legati a interazioni risonanti). Oltre a queste interazioni dirette anche il solvente può avere un ruolo dominante indiretto nel guidare il riconoscimento molecolare in soluzione. La chimica ospite/ospitante implicata nel riconoscimento molecolare mostra la caratteristica della complementarità molecolare.

## Sistemi biologici
Il riconoscimento molecolare ha un ruolo importante nei sistemi biologici ed è osservato nell'instaurarsi di legami quali quello fra recettore-ligando, antigene-anticorpo, DNA-proteina, zucchero-lectina, RNA-ribosoma, etc. Un esempio importante di riconoscimento molecolare è rappresentato dall'antibiotico vancomicina che si lega selettivamente con i peptidi che presentano gruppi terminali D-alanil-D-alanina nelle cellule batteriche attraverso cinque legami a idrogeno. La vancomicina è letale per i batteri, dato che una volta che questa molecola si lega a questi particolari peptidi questi ultimi diventano inutilizzabili per la costruzione della parete cellulare batterica. 

## Sistemi supramolecolari
In chimica supramolecolare sono stati progettati dei sistemi artificiali in grado di esibire il riconoscimento molecolare. Uno dei primi esempi di tali sistemi è rappresentato dagli eteri corona, composti in grado di legare selettivamente specifici cationi. Successivamente sono stati sviluppati diversi altri sistemi artificiali.

## Riconoscimento statico e riconoscimento dinamico

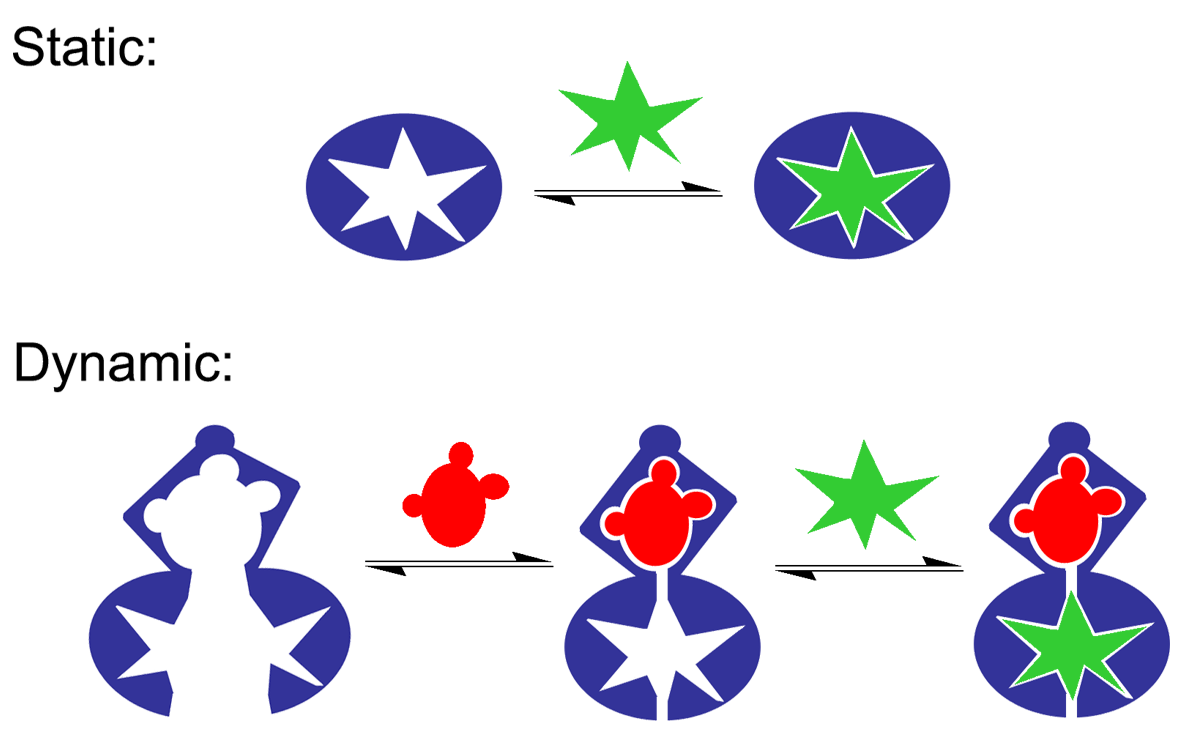
In alto, riconoscimento statico tra un singolo ospite e un singolo sito di legame ospitante. In basso, riconoscimento dinamico: il legame del primo ospite con il primo sito di legame induce un cambiamento di conformazione che influisce sulla costante di associazione del secondo ospite con il secondo sito di legame.

Il riconoscimento molecolare può essere suddiviso in riconoscimento molecolare statico e riconoscimento molecolare dinamico. Il riconoscimento molecolare statico è collegato a una interazione del tipo chiave/serratura; è una reazione di complessazione 1:1 tra una molecola ospitante e una molecola ospite con formazione di un complesso ospite/ospitante. Per ottenere un riconoscimento molecolare statico avanzato è necessario creare dei siti di riconoscimento che sono specifici per le molecole ospiti.
Nel caso del riconoscimento molecolare dinamico il legame del primo ospite con il primo sito di legame di un ospitante influenza la costante di associazione di un secondo ospite con un secondo sito di legame. Nel caso di sistemi allosterici positivi il legame che si instaura con il primo ospite fa aumentare la costante di associazione del secondo ospite, mentre nel caso di sistemi allosterici negativi il legame del primo ospite fa diminuire la costante di associazione con il secondo. La natura dinamica di questo tipo di riconoscimento molecolare è particolarmente importante dato che fornisce un meccanismo per regolare il legame nei sistemi biologici. Il riconoscimento molecolare dinamico può amplificare l'abilità di effettuare il differenziamento tra le diverse molecole target in competizione attraverso meccanismi che implicano una variazione conformazionale ("proofreading"). Il riconoscimento molecolare dinamico viene anche studiato per le sue applicazioni in sensori chimici e macchine molecolari altamente funzionali.

## Complessità nel riconoscimento molecolare
Uno studio effettuato con metodi in silico descrive il riconoscimento molecolare come un fenomeno di organizzazione. Persino per molecole piccole come i carboidrati, risulta impossibile potere prevedere o progettare il processo di riconoscimento molecolare finanche assumendo che la forza di ciascun singolo legame a idrogeno sia esattamente nota.